# 岩手県道236号衣川水沢線
岩手県道236号衣川水沢線（いわてけんどう236ごう ころもがわみずさわせん）は、奥州市衣川から奥州市水沢佐倉河に至る岩手県の一般県道である。

## 概要

### 路線データ
- 実延長：17,892.0m[1]
- 起点：奥州市衣川古戸69番8地先[1]（県道37号交点）
- 終点：奥州市水沢佐倉河字竃神5番7地先[1]（国道4号交点）

## 歴史
- 1973年（昭和48年）3月30日 - 県道に認定される[2]。
- 2016年（平成28年）4月1日 - 終点が水沢区西町から同区佐倉河(現同地区佐倉河)へ変更される[3]。

## 地理

### 通過する自治体
- 奥州市

### 接続する道路
- 岩手県道37号花巻平泉線（奥州市衣川古戸）
- 岩手県道302号前沢北上線（奥州市胆沢小山字大袋）
- 国道397号（奥州市水沢斉の神）
- 国道4号（奥州市水沢佐倉河字竃神）